# Terremoto de La Poma de 1930
El terremoto de La Poma de 1930 fue un seísmo que tuvo lugar en la provincia de Salta, Argentina, el  24 de diciembre de 1930, a las 06:02:50 (UTC-3). Registró una magnitud de 6,0 en la escala de Richter. 
Su epicentro estuvo a 24°41′59″S 66°30′00″O / -24.69972, -66.50000, a una profundidad de 30 km.
Este terremoto se sintió con grado VIII en la escala de Mercalli. 
Ocasionó importantes daños (derrumbes y agrietamiento de viviendas) y se reportaron 33 muertos y decenas de heridos en la localidad de La Poma, provincia de Salta.